# Doctor Cha
Doctor Cha (닥터 차정숙?, Dakteo Cha Jeong-sukLR; lett. "Il dottor Cha Jeong-suk") è una serie televisiva sudcoreana trasmessa su JTBC dal 15 aprile al 4 giugno 2023. Internazionalmente è stata distribuita da Netflix.

## Trama
La casalinga Cha Jeong-suk decide di tornare a lavorare in ospedale come specializzanda dopo vent'anni di assenza.

## Personaggi e interpreti
- Cha Jeong-suk, interpretata da Uhm Jung-hwa
- Seo In-ho, interpretato da Kim Byung-chul
- Choi Seung-hee, interpretata da Myung Se-bin
- Roy Kim, interpretato da Min Woo-hyuk

## Riconoscimenti
- Baeksang Arts Award[4]
  - 2024 – Candidatura Miglior attrice a Uhm Jung-hwa